# Pia Nalli
Pia Nalli   (Palerm, 10 de febrer de 1886 - Catània, 27 de setembre de 1964) va ser una matemàtica italiana.

## Vida i Obra
Nalli va estudiar a l'Escola Normal Femenina de Palerm on va obtenir el títol de mestre el 1903. A continuació va entrar a la universitat de Palerm per estudiar matemàtiques; el 1910 va obtenir el doctorat amb una tesi dirigida per Giuseppe Bagnera. El 1914 va obtenir l'habilitació per a la docència universitària, fent una dissertació titulada Esposizione e confronto critico delle diverse definizioni proposte per l'integrale definito di una funzione limitata o no amb la qual va enetrar profundament en una matèria que, en aquella època, era molt nova i que probablement és la seva publicació més important.
A partir de 1919, va començar a treballar sobre les equacions diferencials lineals i els operadors integrals, seguint el mètode de Fredholm.
El 1920 guanya el concurs per la càtedra d'anàlisi infinitesimal de la universitat de Càller, convertint-se així en la primera dona italiana en obtenir un càtedra de matemàtiques al seu país. El 1927, també per concurs, es va traslladar a la universitat de Catània, a la seva estimada Sicília, en la qual romandrà fins a la seva jubilació el 1958. A partir de 1928, les seves recerques científiques canvien totalment de direcció per dedicar-se quasi exclusivament al càlcul diferencial absolut.